# Thenon
Thenon là một xã nằm ở tỉnh Dordogne vùng Aquitaine của Pháp. Xã này có diện tích 25,92 kilômét vuông, dân số năm 2005 là 1273 người. Xã nằm ở khu vực có độ cao trung bình 268 m trên mực nước biển.

## Hành chính
| Danh sách các xã trưởng                |             |                    |      |                           |
| Giai đoạn                              | Giai đoạn   | Tên                | Đảng | Tư cách                   |
| 1982                                   | đương nhiệm | Dominique Bousquet | UMP  | Vétérinaire Tổng hội đồng |
| Tất cả các dữ liệu trước đây không rõ. |             |                    |      |                           |

## Thông tin nhân khẩu
| Năm    | 1811   | 1876  | 1904  | 1940  | 1962  | 1968  | 1975  | 1982  | 1990  | 1999  | 2005  |
| ------ | ------ | ----- | ----- | ----- | ----- | ----- | ----- | ----- | ----- | ----- | ----- |
| Dân số | + 1000 | 1 850 | 1 644 | 1 341 | 1 130 | 1 096 | 1 253 | 1 259 | 1 339 | 1 205 | 1 273 |